# کامپ-بورنهوفن
کامپ-بورنهوفن (به آلمانی: Kamp-Bornhofen) یک شهر در آلمان است که در منطقه راین-لان واقع شده‌است. کامپ-بورنهوفن ۱٬۶۵۳ نفر جمعیت دارد.